# Акихито
Акихито (яп. 明仁 Акихито, род. 23 декабря 1933, Токио, Японская империя) — 125-й император Японии, правивший с 1989 по 2019 годы. Девиз правления и будущее посмертное имя — Хэйсэй («Установление мира»). 30 апреля 2019 года добровольно покинул престол и удалился на покой, передав трон своему старшему сыну, наследному принцу Нарухито. Акихито стал первым отрёкшимся от престола императором за последние двести лет (после императора Кокаку).

## Биография

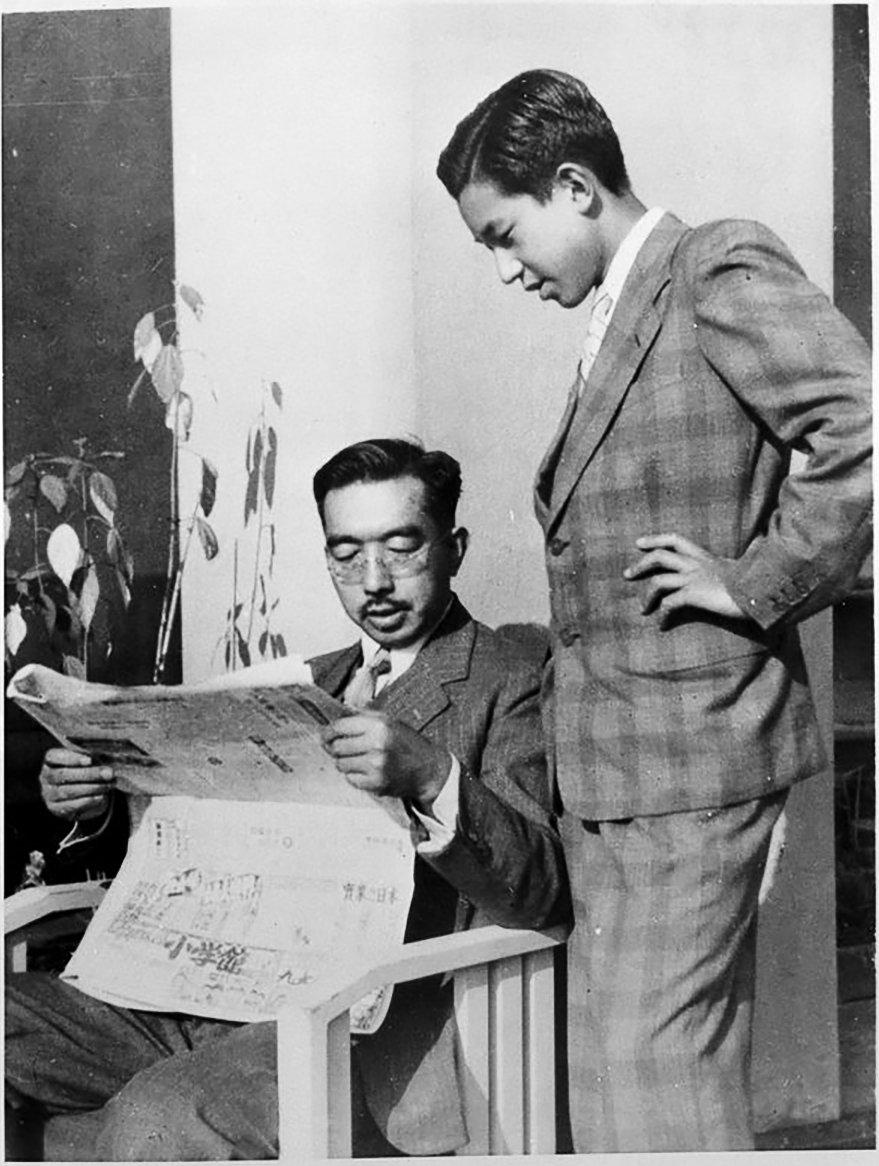
Принц Цугу со своим отцом. 1950 год

Акихито, принц Цугу (継宮明仁親王, Цугу-но-мия Акихито-синно:), родился 23 декабря 1933 года в 06:39 по стандартному японскому времени в Токио. Акихито — старший сын и пятый ребёнок императора Сёва и императрицы Кодзюн.
В 1940—1952 годах учился в школе для детей знати (кадзоку) университета Гакусюин. Наряду с традиционным японским наставником императорской семьи Синдзо Коидзуми у принца Цугу была также американская воспитательница — Элизабет Грей Вининг, автор детских книг, которая помогала принцу в изучении английского языка и западной культуры.
В 1952 году принц Цугу поступил на отделение политики факультета политики и экономики университета Гакусюин, в ноябре этого же года он был официально объявлен наследником престола. Принц был активным подростком. Он обожал верховую езду, ездил на велосипеде и увлекался европейским спортом — теннисом.
Ещё будучи студентом и наследным принцем, Акихито в 1953 году совершил шестимесячную поездку по 14 странам Северной Америки и Западной Европы. Центральной частью этой поездки стал его визит в Лондон как представителя японского императора на коронации королевы Елизаветы II.
Принц окончил университет в марте 1956 года.
В 1957 году на теннисном корте он познакомился со своей будущей супругой Митико Сёде, старшей дочерью Хидэсабуро Сёды, президента крупной мукомольной компании. Через год их помолвку официально одобрили и 10 апреля 1959 года они поженились. Тем самым были нарушены многовековые традиции, предписывающие членам императорской семьи выбирать себе жён из девушек исключительно аристократического происхождения. В японских СМИ помолвка и свадьба наследника вызвала настоящий «Митти-бум»: постоянно публиковались фото пары, журналисты писали хвалебные оды красоте и уму Митико. Японцы поняли, что аристократы и даже императорская семья близки к своему народу. В брак пара вступала по синтоистскому обычаю, в «сложной» традиционной одежде.
Управление Императорского двора Японии, возглавляемое премьер-министром и составленное из представителей императорской семьи, председателей палаты представителей и палаты советников парламента, Главного судьи Верховного суда и других, единодушно одобрило выбор наследного принца.
Акихито и Митико в их семейной жизни удалось достичь относительной свободы от жёсткости вековых дворцовых традиций. Вместе с женой Акихито изменил уклад жизни в императорской семье. У четы родилось двое сыновей — наследный принц Нарухито и принц Фумихито (Акисино) — и принцесса Нори (Саяко). Несмотря на постоянную занятость официальными мероприятиями, они сами воспитывали детей, не отдавая их на попечение нянек и гувернёров (опять же ниспровергнув многолетнюю традицию). Дети и родители появлялись катающимися на велосипедах, делающими уроки, посещающими достопримечательности и просто весело проводящими время у бассейна или на природе. Японские социологи видели в этом большое общественное явление: следуя примеру будущей императрицы, молодые подданные тоже меняли модель семьи, больше внимания уделяя детям и совместному досугу с ними.
Ещё будучи наследником трона, Акихито совершил официальные визиты в 37 стран мира по приглашению их правительств. Акихито был почётным председателем XI Тихоокеанского научного конгресса в 1966 году, Универсиады 1967 года в Токио, выставки ЭКСПО-70 в Осаке. Во время поездок императора Сёвы в Европу в 1971 году и Соединённые Штаты в 1975 году кронпринц исполнял государственные функции вместо отца.
Как и его отец, император Акихито увлекается биологией и ихтиологией. Опубликовано 25 его научных работ по морским бычкам. В 1986 году он был избран почётным членом Лондонского Линнеевского общества — самого влиятельного международного общества биологов.

## Император

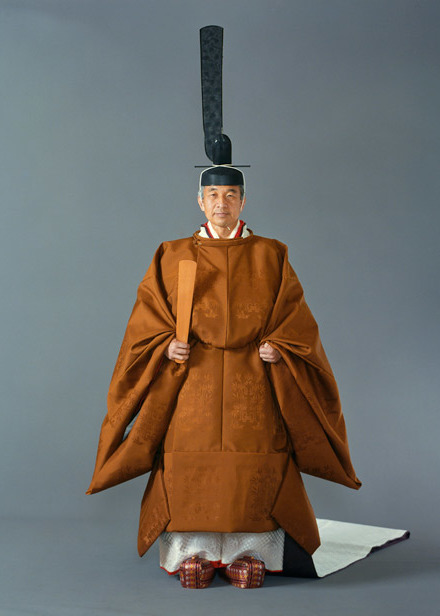
Император Акихито в церемониальных одеждах. 1990 год

7 января 1989 года наследный принц стал императором Японии, унаследовав трон после смерти отца. Со следующего дня в Японии начался новый период национального летосчисления (соответствующий периоду императорского правления) — Хэйсэй (平成). Ритуальная сторона процедуры вступления Акихито на престол включала как государственное мероприятие — сокуирэй, так и религиозную церемонию Императорского двора — дайдзёсай.

Император является символом государства и единства народа, его статус определяется волей народа, которому принадлежит суверенная власть.— Конституция Японии, ст. 1
Спустя два дня после вступления на трон, во время первой аудиенции с представителями общественности, император дал обещание неукоснительно выполнять свои обязанности. «Я ручаюсь, что буду всегда вместе со своим народом и буду поддерживать Конституцию», — заявил он.
У Акихито не было права вмешиваться в государственные дела, однако это не помешало ему неоднократно заявлять о раскаянии за действия Японии во времена Второй мировой войны. Он, в частности, извинялся перед соседними странами, в том числе за японскую оккупацию. Император за время своего правления также активно сближал монаршую семью и японский народ. Он побывал во всех префектурах страны, неоднократно выезжал и за границу.
За время правления Акихито в Японии сменилось 17 премьер-министров.
В 1998 году император Акихито открыл XVIII Зимние Олимпийские игры, которые проходили в городе Нагано.

## Отречение от престола
13 июля 2016 года в СМИ появилась информация, что Акихито планирует отречься от престола и передать трон своему сыну Нарухито, которая была немедленно опровергнута Управлением императорского двора Японии. Однако уже 8 августа то же Управление императорского двора выпустило внеочередное личное видеообращение императора, в котором тот подтвердил намерение передать титул.
Согласно конституции, монарх должен исполнять свои функции пожизненно. Однако народ и правительство пошли навстречу пожеланию Акихито. Летом 2017 года парламент принял специальный закон, позволяющий ему отречься от престола. Подобного прецедента в Японии не было на протяжении 202 лет: с 1817 года, когда от престола отрёкся император Кокаку (1771—1840 годы) — он также решил передать свои полномочия старшему сыну.
6 марта 2018 года правительство Японии утвердило специальный указ о проведении 30 апреля 2019 года церемонии отречения императора Японии. 24 февраля 2019 года в Токио прошла торжественная церемония по случаю 30-летия пребывания на престоле Акихито.
Официальная церемония отречения от престола прошла в сосновом зале императорского дворца в Тиёде. На ней Акихито произнёс прощальную речь в присутствии руководителей трёх ветвей власти — правительства во главе с Синдзо Абэ, парламента и Верховного суда, и ещё 300 человек. После отречения Акихито получил титул Императора на покое (上皇 дзё:ко, Emperor Emeritus), а после смерти станет известен как император Хэйсэй — по названию эры его царствования.

## Генеалогия
| (122) Муцухито период Мэйдзи 1867—1912 (1852—1912) | (122) Муцухито период Мэйдзи 1867—1912 (1852—1912) | (122) Муцухито период Мэйдзи 1867—1912 (1852—1912) | (122) Муцухито период Мэйдзи 1867—1912 (1852—1912) | (122) Муцухито период Мэйдзи 1867—1912 (1852—1912) | (122) Муцухито период Мэйдзи 1867—1912 (1852—1912) |  |  | (123) Ёсихито период Тайсё 1912—1926 (1879—1926) | (123) Ёсихито период Тайсё 1912—1926 (1879—1926) | (123) Ёсихито период Тайсё 1912—1926 (1879—1926) | (123) Ёсихито период Тайсё 1912—1926 (1879—1926) | (123) Ёсихито период Тайсё 1912—1926 (1879—1926) | (123) Ёсихито период Тайсё 1912—1926 (1879—1926) |  |  | (124) Хирохито период Сёва 1926—1989 (1901—1989) | (124) Хирохито период Сёва 1926—1989 (1901—1989) | (124) Хирохито период Сёва 1926—1989 (1901—1989) | (124) Хирохито период Сёва 1926—1989 (1901—1989) | (124) Хирохито период Сёва 1926—1989 (1901—1989) | (124) Хирохито период Сёва 1926—1989 (1901—1989) |  |  | (125) Акихито период Хэйсэй 1989—2019 (род. 1933) | (125) Акихито период Хэйсэй 1989—2019 (род. 1933) | (125) Акихито период Хэйсэй 1989—2019 (род. 1933) | (125) Акихито период Хэйсэй 1989—2019 (род. 1933) | (125) Акихито период Хэйсэй 1989—2019 (род. 1933) | (125) Акихито период Хэйсэй 1989—2019 (род. 1933) |  |  | (126) Нарухито период Рэйва с 2019 (род. 1960) | (126) Нарухито период Рэйва с 2019 (род. 1960) | (126) Нарухито период Рэйва с 2019 (род. 1960) | (126) Нарухито период Рэйва с 2019 (род. 1960) | (126) Нарухито период Рэйва с 2019 (род. 1960) | (126) Нарухито период Рэйва с 2019 (род. 1960) |  |  |                      |                      |                      |                      |                      |                      |  |  |
| (122) Муцухито период Мэйдзи 1867—1912 (1852—1912) | (122) Муцухито период Мэйдзи 1867—1912 (1852—1912) | (122) Муцухито период Мэйдзи 1867—1912 (1852—1912) | (122) Муцухито период Мэйдзи 1867—1912 (1852—1912) | (122) Муцухито период Мэйдзи 1867—1912 (1852—1912) | (122) Муцухито период Мэйдзи 1867—1912 (1852—1912) |  |  | (123) Ёсихито период Тайсё 1912—1926 (1879—1926) | (123) Ёсихито период Тайсё 1912—1926 (1879—1926) | (123) Ёсихито период Тайсё 1912—1926 (1879—1926) | (123) Ёсихито период Тайсё 1912—1926 (1879—1926) | (123) Ёсихито период Тайсё 1912—1926 (1879—1926) | (123) Ёсихито период Тайсё 1912—1926 (1879—1926) |  |  | (124) Хирохито период Сёва 1926—1989 (1901—1989) | (124) Хирохито период Сёва 1926—1989 (1901—1989) | (124) Хирохито период Сёва 1926—1989 (1901—1989) | (124) Хирохито период Сёва 1926—1989 (1901—1989) | (124) Хирохито период Сёва 1926—1989 (1901—1989) | (124) Хирохито период Сёва 1926—1989 (1901—1989) |  |  | (125) Акихито период Хэйсэй 1989—2019 (род. 1933) | (125) Акихито период Хэйсэй 1989—2019 (род. 1933) | (125) Акихито период Хэйсэй 1989—2019 (род. 1933) | (125) Акихито период Хэйсэй 1989—2019 (род. 1933) | (125) Акихито период Хэйсэй 1989—2019 (род. 1933) | (125) Акихито период Хэйсэй 1989—2019 (род. 1933) |  |  | (126) Нарухито период Рэйва с 2019 (род. 1960) | (126) Нарухито период Рэйва с 2019 (род. 1960) | (126) Нарухито период Рэйва с 2019 (род. 1960) | (126) Нарухито период Рэйва с 2019 (род. 1960) | (126) Нарухито период Рэйва с 2019 (род. 1960) | (126) Нарухито период Рэйва с 2019 (род. 1960) |  |  |                      |                      |                      |                      |                      |                      |  |  |
|                                                    |                                                    |                                                    |                                                    |                                                    |                                                    |  |  |                                                  |                                                  |                                                  |                                                  |                                                  |                                                  |  |  |                                                  |                                                  |                                                  |                                                  |                                                  |                                                  |  |  |                                                   |                                                   |                                                   |                                                   |                                                   |                                                   |  |  |                                                |                                                |                                                |                                                |                                                |                                                |  |  |                      |                      |                      |                      |                      |                      |  |  |
|                                                    |                                                    |                                                    |                                                    |                                                    |                                                    |  |  |                                                  |                                                  |                                                  |                                                  |                                                  |                                                  |  |  | Ясухито (1902—1953)                              | Ясухито (1902—1953)                              | Ясухито (1902—1953)                              | Ясухито (1902—1953)                              | Ясухито (1902—1953)                              | Ясухито (1902—1953)                              |  |  | Масахито (род. 1935)                              | Масахито (род. 1935)                              | Масахито (род. 1935)                              | Масахито (род. 1935)                              | Масахито (род. 1935)                              | Масахито (род. 1935)                              |  |  | Фумихито (род. 1965)                           | Фумихито (род. 1965)                           | Фумихито (род. 1965)                           | Фумихито (род. 1965)                           | Фумихито (род. 1965)                           | Фумихито (род. 1965)                           |  |  | Хисахито (род. 2006) | Хисахито (род. 2006) | Хисахито (род. 2006) | Хисахито (род. 2006) | Хисахито (род. 2006) | Хисахито (род. 2006) |  |  |
|                                                    |                                                    |                                                    |                                                    |                                                    |                                                    |  |  |                                                  |                                                  |                                                  |                                                  |                                                  |                                                  |  |  | Ясухито (1902—1953)                              | Ясухито (1902—1953)                              | Ясухито (1902—1953)                              | Ясухито (1902—1953)                              | Ясухито (1902—1953)                              | Ясухито (1902—1953)                              |  |  | Масахито (род. 1935)                              | Масахито (род. 1935)                              | Масахито (род. 1935)                              | Масахито (род. 1935)                              | Масахито (род. 1935)                              | Масахито (род. 1935)                              |  |  | Фумихито (род. 1965)                           | Фумихито (род. 1965)                           | Фумихито (род. 1965)                           | Фумихито (род. 1965)                           | Фумихито (род. 1965)                           | Фумихито (род. 1965)                           |  |  | Хисахито (род. 2006) | Хисахито (род. 2006) | Хисахито (род. 2006) | Хисахито (род. 2006) | Хисахито (род. 2006) | Хисахито (род. 2006) |  |  |
|                                                    |                                                    |                                                    |                                                    |                                                    |                                                    |  |  |                                                  |                                                  |                                                  |                                                  |                                                  |                                                  |  |  |                                                  |                                                  |                                                  |                                                  |                                                  |                                                  |  |  |                                                   |                                                   |                                                   |                                                   |                                                   |                                                   |  |  |                                                |                                                |                                                |                                                |                                                |                                                |  |  |                      |                      |                      |                      |                      |                      |  |  |
|                                                    |                                                    |                                                    |                                                    |                                                    |                                                    |  |  |                                                  |                                                  |                                                  |                                                  |                                                  |                                                  |  |  | Нобухито (1905—1987)                             | Нобухито (1905—1987)                             | Нобухито (1905—1987)                             | Нобухито (1905—1987)                             | Нобухито (1905—1987)                             | Нобухито (1905—1987)                             |  |  | Томохито (1946—2012)                              | Томохито (1946—2012)                              | Томохито (1946—2012)                              | Томохито (1946—2012)                              | Томохито (1946—2012)                              | Томохито (1946—2012)                              |  |  |                                                |                                                |                                                |                                                |                                                |                                                |  |  |                      |                      |                      |                      |                      |                      |  |  |
|                                                    |                                                    |                                                    |                                                    |                                                    |                                                    |  |  |                                                  |                                                  |                                                  |                                                  |                                                  |                                                  |  |  | Нобухито (1905—1987)                             | Нобухито (1905—1987)                             | Нобухито (1905—1987)                             | Нобухито (1905—1987)                             | Нобухито (1905—1987)                             | Нобухито (1905—1987)                             |  |  | Томохито (1946—2012)                              | Томохито (1946—2012)                              | Томохито (1946—2012)                              | Томохито (1946—2012)                              | Томохито (1946—2012)                              | Томохито (1946—2012)                              |  |  |                                                |                                                |                                                |                                                |                                                |                                                |  |  |                      |                      |                      |                      |                      |                      |  |  |
|                                                    |                                                    |                                                    |                                                    |                                                    |                                                    |  |  |                                                  |                                                  |                                                  |                                                  |                                                  |                                                  |  |  |                                                  |                                                  |                                                  |                                                  |                                                  |                                                  |  |  |                                                   |                                                   |                                                   |                                                   |                                                   |                                                   |  |  |                                                |                                                |                                                |                                                |                                                |                                                |  |  |                      |                      |                      |                      |                      |                      |  |  |
|                                                    |                                                    |                                                    |                                                    |                                                    |                                                    |  |  |                                                  |                                                  |                                                  |                                                  |                                                  |                                                  |  |  | Такахито (1915—2016)                             | Такахито (1915—2016)                             | Такахито (1915—2016)                             | Такахито (1915—2016)                             | Такахито (1915—2016)                             | Такахито (1915—2016)                             |  |  | Ёсихито (1948—2014)                               | Ёсихито (1948—2014)                               | Ёсихито (1948—2014)                               | Ёсихито (1948—2014)                               | Ёсихито (1948—2014)                               | Ёсихито (1948—2014)                               |  |  |                                                |                                                |                                                |                                                |                                                |                                                |  |  |                      |                      |                      |                      |                      |                      |  |  |
|                                                    |                                                    |                                                    |                                                    |                                                    |                                                    |  |  |                                                  |                                                  |                                                  |                                                  |                                                  |                                                  |  |  | Такахито (1915—2016)                             | Такахито (1915—2016)                             | Такахито (1915—2016)                             | Такахито (1915—2016)                             | Такахито (1915—2016)                             | Такахито (1915—2016)                             |  |  | Ёсихито (1948—2014)                               | Ёсихито (1948—2014)                               | Ёсихито (1948—2014)                               | Ёсихито (1948—2014)                               | Ёсихито (1948—2014)                               | Ёсихито (1948—2014)                               |  |  |                                                |                                                |                                                |                                                |                                                |                                                |  |  |                      |                      |                      |                      |                      |                      |  |  |
|                                                    |                                                    |                                                    |                                                    |                                                    |                                                    |  |  |                                                  |                                                  |                                                  |                                                  |                                                  |                                                  |  |  |                                                  |                                                  |                                                  |                                                  |                                                  |                                                  |  |  |                                                   |                                                   |                                                   |                                                   |                                                   |                                                   |  |  |                                                |                                                |                                                |                                                |                                                |                                                |  |  |                      |                      |                      |                      |                      |                      |  |  |
|                                                    |                                                    |                                                    |                                                    |                                                    |                                                    |  |  |                                                  |                                                  |                                                  |                                                  |                                                  |                                                  |  |  |                                                  |                                                  |                                                  |                                                  |                                                  |                                                  |  |  | Норихито (1954—2002)                              |                                                   |                                                   |                                                   |                                                   |                                                   |  |  |                                                |                                                |                                                |                                                |                                                |                                                |  |  |                      |                      |                      |                      |                      |                      |  |  |
|                                                    |                                                    |                                                    |                                                    |                                                    |                                                    |  |  |                                                  |                                                  |                                                  |                                                  |                                                  |                                                  |  |  |                                                  |                                                  |                                                  |                                                  |                                                  |                                                  |  |  |                                                   |                                                   |                                                   |                                                   |                                                   |                                                   |  |  |                                                |                                                |                                                |                                                |                                                |                                                |  |  |                      |                      |                      |                      |                      |                      |  |  |

## Отражение в культуре

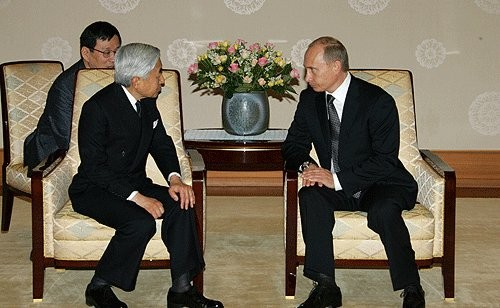
Император Акихито и президент России Владимир Путин, ноябрь 2005 года

### Национальный праздник
Дни рождения императоров японцы отмечают как государственные праздники. Такой закон был принят в 1873 году. В действующей Конституции страны говорится, что император — это «символ государства и единства народа Японии». День рождения Акихито отмечался 23 декабря.
В честь 80-го дня рождения императора улицы были украшены национальными флагами, а все желающие могли в этот день прибыть ко дворцу императора, чтобы лично увидеть монарха и пожелать ему здоровья. 23 декабря 2023 года Акихито исполнилось 90 лет.

### Виды, названные в честь императора
- Akihito (Akihito vanuatu и Akihito futuna)
- Exyrias akihito
- Platygobiopsis akihito
- Priolepis akihitoi

## Награды
Монарх Японии удостоен множества государственных и иностранных наград.
| Дата                       | Награда                                      |
| -------------------------- | -------------------------------------------- |
| 7 января 1989 — 1 мая 2019 | Суверен ордена Хризантемы                    |
| 7 января 1989 — 1 мая 2019 | Суверен ордена Цветов павловнии              |
| 7 января 1989 — 1 мая 2019 | Суверен ордена Восходящего солнца            |
| 7 января 1989 — 1 мая 2019 | Суверен ордена Священного сокровища          |
| 7 января 1989 — 1 мая 2019 | Суверен ордена Культуры                      |
| 15 августа 1940            | Медаль «В честь 2600 летия Японской империи» |

| Страна      | Дата вручения | Награда                                                                                                 | Литеры | Страна            | Дата вручения                  | Награда                                                                   | Литеры  |
| ----------- | ------------- | --- | ------ | ----------------- | ------------------------------ | ------------------------------------------------------------------------- | ------- |
| Афганистан  |               | Кавалер ордена Солнца 1 класса                                                                          |        | Саудовская Аравия |                                | Кавалер ордена Великого Бадра                                             |         |
| Бахрейн     |               | Кавалер ордена аль-Халифа                                                                               |        | Таиланд           |                                | Рыцарь Большой ленты ордена Чула Чом Клао                                 | ป.จ.ว.  |
| Бельгия     |               | Кавалер Большого креста ордена Леопольда I                                                              |        | Финляндия         |                                | Кавалер цепи ордена Белой розы                                            |         |
| Ботсвана    |               | Кавалер Президентского ордена Ботсваны                                                                  |        | Франция           |                                | Кавалер Большого креста ордена Почётного легиона                          |         |
| Бразилия    |               | Кавалер цепи ордена Южного Креста                                                                       |        | Чехия             |                                | Кавалер цепи ордена Белого льва                                           |         |
| Гамбия      |               | Гранд-командор ордена Республики Гамбия                                                                 |        | Чили              |                                | Кавалер цепи ордена Заслуг                                                |         |
| Германия    |               | Кавалер Большого креста специального класса ордена «За заслуги перед Федеративной Республикой Германия» |        | Сенегал           |                                | Кавалер цепи ордена Льва                                                  |         |
| Греция      |               | Кавалер Большого креста ордена Спасителя                                                                |        | Эфиопия           |                                | Кавалер цепи ордена Соломона                                              | KSS     |
| Заир        |               | Кавалер Большого креста ордена Леопарда                                                                 |        | Югославия         |                                | Кавалер ордена Большой Югославской звезды                                 |         |
| Египет      |               | Кавалер цепи ордена Нила                                                                                |        | Швеция            | 30 сентября 1952               | Рыцарь ордена Серафимов                                                   | RSerafO |
| Индонезия   |               | Кавалер ордена «Звезда Республики Индонезии» 1 класса                                                   |        | Великобритания    | 1953                           | Почётный кавалер Большого креста Королевского Викторианского ордена       | GCVO    |
| Иордания    |               | Кавалер цепи ордена Хусейна ибн Али                                                                     |        | Великобритания    | 2 июня 1953                    | Коронационная медаль Елизаветы II                                         |         |
| Исландия    |               | Кавалер цепи ордена Исландского сокола                                                                  |        | Дания             | 8 августа 1953                 | Рыцарь ордена Слона                                                       | R.E.    |
| Камерун     |               | Кавалер цепи ордена Доблести                                                                            |        | Непал             | 19 апреля 1960                 | Рыцарь ордена Оясви Раянья                                                |         |
| Катар       |               | Кавалер цепи ордена Независимости                                                                       |        | Филиппины         | 10 ноября 1962                 | Кавалер цепи ордена Сикатуна                                              |         |
| Кения       |               | Командующий ордена Золотого сердца                                                                      | C.G.H. | Таиланд           | 27 мая 1963                    | Кавалер ордена Королевского дома Чакри                                    | ม.จ.ก.  |
| Колумбия    |               | Кавалер цепи ордена Бояки                                                                               |        | Непал             | 24 февраля 1975                | Коронационная медаль Бирендры                                             |         |
| Кот-д’Ивуар |               | Кавалер Большого креста Национального ордена Республики Кот-д’Ивуар                                     |        | Испания           | 23 октября 1980                | Кавалер цепи ордена Карлоса III                                           |         |
| Кувейт      |               | Кавалер цепи ордена Мубарака Великого                                                                   |        | Испания           | 20 января 1972—23 октября 1980 | Кавалер Большого креста ордена Карлоса III                                |         |
| Латвия      |               | Кавалер цепи ордена Трёх звёзд                                                                          |        | Италия            | 9 марта 1982                   | Кавалер Большого креста ордена «За заслуги перед Итальянской Республикой» |         |
| Либерия     |               | Кавалер Большой ленты ордена Пионеров Республики                                                        |        | Испания           | 26 февраля 1985                | Рыцарь ордена Золотого руна                                               |         |
| Либерия     |               | Кавалер Большой ленты ордена Звезды Африки                                                              |        | Таиланд           | 21 сентября 1991               | Кавалер ордена Раджамитраборн                                             | ร.ม.ภ.  |
| Люксембург  |               | Кавалер ордена Золотого льва Нассау                                                                     |        | Португалия        | 2 декабря 1993                 | Кавалер Большой цепи ордена Святого Якова и меча                          | GColSE  |
| Малави      |               | Гранд-командор ордена Льва                                                                              |        | ЮАР               | 4 июля 1995                    | Кавалер цепи ордена Доброй Надежды                                        |         |
| Малайзия    |               | Кавалер цепи ордена Короны Королевства                                                                  | DMN    | Великобритания    | 1998                           | Рыцарь ордена Подвязки                                                    | KG      |
| Мали        |               | Кавалер Большого креста Национального ордена Мали                                                       |        | Португалия        | 12 мая 1998                    | Кавалер Большой цепи ордена Инфанта дона Энрике                           | GColIH  |
| Марокко     |               | Кавалер специального класса ордена Мухамадийя                                                           |        | Австрия           | 1999                           | Большая звезда Почёта «За заслуги перед Австрийской Республикой»          |         |
| Мексика     |               | Кавалер цепи ордена Ацтекского орла                                                                     |        | Венгрия           | 2000                           | Кавалер цепи ордена Заслуг                                                |         |
| Нигерия     |               | Гранд-командор ордена Республики                                                                        |        | Норвегия          | 2001                           | Кавалер цепи ордена Святого Олафа                                         |         |
| Нидерланды  |               | Кавалер Большого креста ордена Нидерландского льва                                                      |        | Норвегия          | 1953—2001                      | Кавалер Большого креста ордена Святого Олафа                              |         |
| ОАЭ         |               | Кавалер цепи ордена Федерации                                                                           |        | Филиппины         | 3 декабря 2002                 | Шеф-командор ордена «Легион Почёта»                                       |         |
| Оман        |               | Кавалер Особо почётного ордена Омана                                                                    |        | Эстония           | 22 мая 2007                    | Кавалер цепи ордена Креста земли Марии                                    |         |
| Пакистан    |               | Nishan-e-Pakistan                                                                                       |        | Литва             | 22 мая 2007                    | Кавалер цепи ордена Витаутаса Великого                                    |         |
| Панама      |               | Кавалер цепи ордена Мануэля Амадора Герреро                                                             |        | Казахстан         | 30 мая 2008                    | Кавалер ордена Алтын Кыран                                                |         |
| Перу        |               | Кавалер Большого креста ордена Солнца Перу                                                              |        | Украина           | 12 января 2011                 | Кавалер ордена князя Ярослава Мудрого 1 класса                            |         |
| Польша      |               | Кавалер ордена Белого орла                                                                              |        | Филиппины         | 3 июня 2015                    | Кавалер цепи ордена Лакандула                                             |         |

| Страна             | Дата | Награда                                    |
| ------------------ | ---- | ------------------------------------------ |
| Савойская династия |      | Рыцарь Высшего ордена Святого Благовещения |